# Chalypyge
Chalypyge este un gen de fluturi din familia Hesperiidae. 

## Specii
- Chalypyge chalybea (Scudder, 1872)
- Chalypyge zereda (Hewitson, [1866])